# John Braxton Hicks
John Braxton Hicks (Rye, Sussex, 1823 – 28 de agosto de 1897) foi um médico do século XIX especializado em obstetrícia. 